# Yoshinori Natsume
Yoshinori Natsume (夏目 義徳, Natsume Yoshinori) est un mangaka japonais né le 23 août 1975, dans le bourg de Yano (préfecture de Hiroshima), intégré à la ville de Hiroshima, au Japon, depuis 1975.
Ses œuvres incluent :
- Togari, l'épée de justice (2001-2002)[1] ;
- Kurozakuro (2004-2006)[1] ;
- Batman: Death Mask (2008) ;
- Togari Shiro (2010)[1] ;
- White Tiger (2013-).